# 비뇨나
비뇨나(프랑스어: Bignona)는 세네갈 지갱쇼르주에 위치한 코뮌이다. 비뇨나는 2004년 제작된 스페인 영화 빈타와 위대한 아이디어에 잠시 등장한다.
2023년 기준 인구는 28,642명이었다.

## 출신 인물
- 무사 와귀에, 축구 선수

## 교통
- N4 국도를 통해 북쪽으로 분킬링과 감비아(트랜스 감비아 고속도로)를 거쳐 카올라크와, 남쪽으로는 지갱쇼르와 연결된다.
- N5 국도를 통해 북쪽으로 감비아의 수도인 반줄을 거쳐 카올라크로 연결된다.